# Placido Cortese

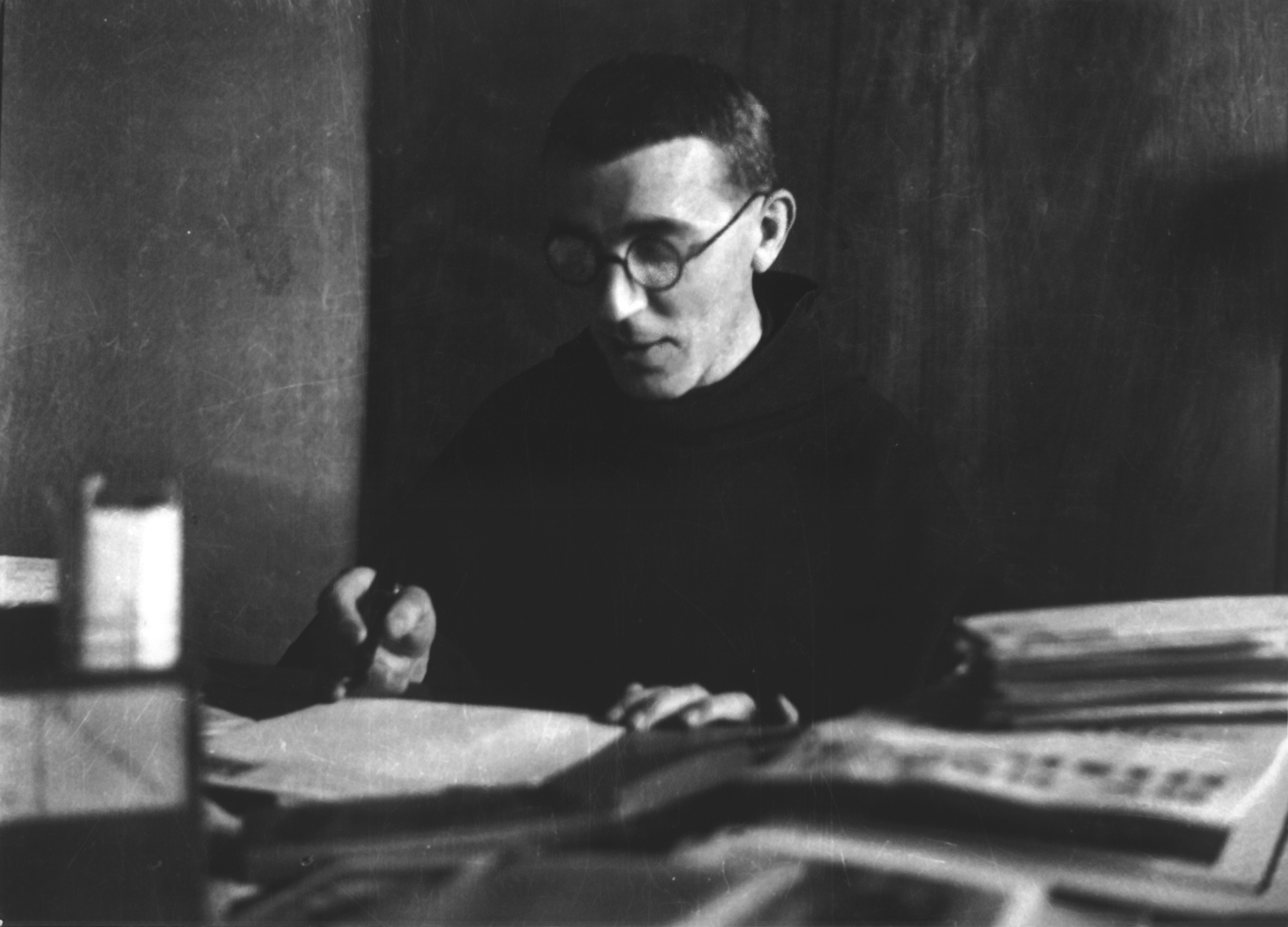

Placido Cortese (ur. 7 marca 1907 w Cresie, zm. w listopadzie 1944 w Trieście) – włoski Czcigodny Sługa Boży Kościoła katolickiego.

## Życiorys
Wstąpił do seminarium Franciszkanów Konwentualnych w 1920 i otrzymał habit i imię zakonne Placido. W latach 1923–1924 studiował na wydziale teologicznym św. Bonawentury w Rzymie, uzyskując licencjat z teologii. Został zamordowany w czasie II wojny światowej. W 2002 rozpoczął się jego proces beatyfikacyjny. 30 sierpnia 2021 roku papież Franciszek podpisał dekret o heroiczności jego cnót.